# Othniel Looker
Othniel Looker foi um político estadunidense de Ohio, exercendo como governador desse estado.